# Белич, Малчи
Малчи Йожевна Белич (сербохорв. Малчи Јожета Белич / Malči Jožeta Belič, словен. Malči Jožeta Belič; 7 июля 1908 года, Любляна — 31 января 1943 года, там же) — югославская словенская антифашистка, в годы Народно-освободительной войны Югославии секретарь Теренского совета Освободительного фронта.

## Биография
Родилась 7 июля 1908 года в Любляне. До войны работала на заводе. Состояла в культурно-просветительском обществе «Свобода». После капитуляции Югославии участвовала в различных акциях на территории Словении. Состояла в Освободительном фронте Словении, закупала по его распоряжению оружие, припасы, медикаменты и униформу. В 1942 году была принята в КПЮ.
26 января 1943 года Малче, перенося нелегальный груз в мешке из-под муки, была арестована фашистской полицией. В течение пяти дней её пытали, а затем расстреляли (перед смертью она написала прощальное письмо матери). Вместе с тем, по заключениям независимых медэкспертов, причиной смерти стали многочисленные побои. Похоронена в Любляне; на похороны вышло почти всё городское население.